# Arrondissement Les Sables-d'Olonne
Arrondissement Les Sables-d'Olonne je francouzský arrondissement ležící v departementu Vendée v regionu Pays de la Loire. Člení se dále na 11 kantonů a 83 obcí.

## Kantony
- Beauvoir-sur-Mer
- Challans
- L'Île-d'Yeu
- La Mothe-Achard
- Moutiers-les-Mauxfaits
- Noirmoutier-en-l’Île
- Palluau
- Les Sables-d'Olonne
- Saint-Gilles-Croix-de-Vie
- Saint-Jean-de-Monts
- Talmont-Saint-Hilaire